# Estació de Mercat del TRAM d'Alacant
Mercat és una estació de les línies 1, 2, 3 i 4 del TRAM Metropolità d'Alacant. Està situada sota la confluència de l'avinguda d'Alfons el Savi, l'avinguda de Jaume II, la rambla de Méndez Núñez i el carrer de Sant Vicent, entre els barris del Mercat i el Centre. Malgrat que adquireix el seu nom pel Mercat Central d'Alacant, no està precisament sota aquest.

## Característiques
Ara com ara, per l'estació de Mercat circulen trens amb direcció a Estels (línies 1, 2, 3 i 4 amb una freqüència mitjana 5-6 minuts), on es troba el terme provisional a l'espera de la construcció de la Intermodal, i a diferents punts del nord de la ciutat d'Alacant i de la província (amb freqüències mitjanes de 10 minuts de pas fins a Sangueta i Lucentum, i de 15 a Universitat i Sant Vicent). L'estació compta amb quatre escales mecàniques i dues fixes, així com amb dos ascensors de gran capacitat, que comuniquen amb una gran sala d'embarcament, de dues andanes, situada a 20 metres de profunditat.
Des del vestíbul s'accedirà a una planta intermèdia en la qual se situarà, en un futur, la sala multiusos TRAM, amb capacitat per 500 persones. L'estació de Mercat ha comptat amb un pressupost proper als 30 milions d'euros.

## Accessos
L'estació disposa d'un únic vestíbul i dues boques d'accés. A més compta amb una entrada directa des del pàrquing d'Alfons el Savi.
- Des de la Rambla Rambla Méndez Núñez (cantonada amb avinguda Jaume II).
- Des de Sant Vicent Carrer Sant Vicent (cantonada amb avinguda Jaume II).

## Línies i connexions
| << Capçalera | < Estació | Línia | Estació >    | Capçalera >>            |
| ------------ | --------- | ----- | ------------ | ----------------------- |
| Estels       | Estels    |       | MARQ-Castell | Benidorm                |
| Estels       | Estels    |       | MARQ-Castell | Sant Vicent del Raspeig |
| Estels       | Estels    |       | MARQ-Castell | El Campello             |
| Estels       | Estels    |       | MARQ-Castell | Plaça de la Corunya     |

- Les línies 1, 2, 3 i 4 funcionen amb normalitat fins a la que hui és la seva capçalera de forma provisional, quan l'Estació Central Alacant es construïsca està previst que aquesta siga la capçalera. El projecte de l'estació Intermodal es troba paralitzat fins que es concrete el projecte de la nova estació d'Adif Alacant i la segona es troba en construcció.[2]

## Evolució del tràfic

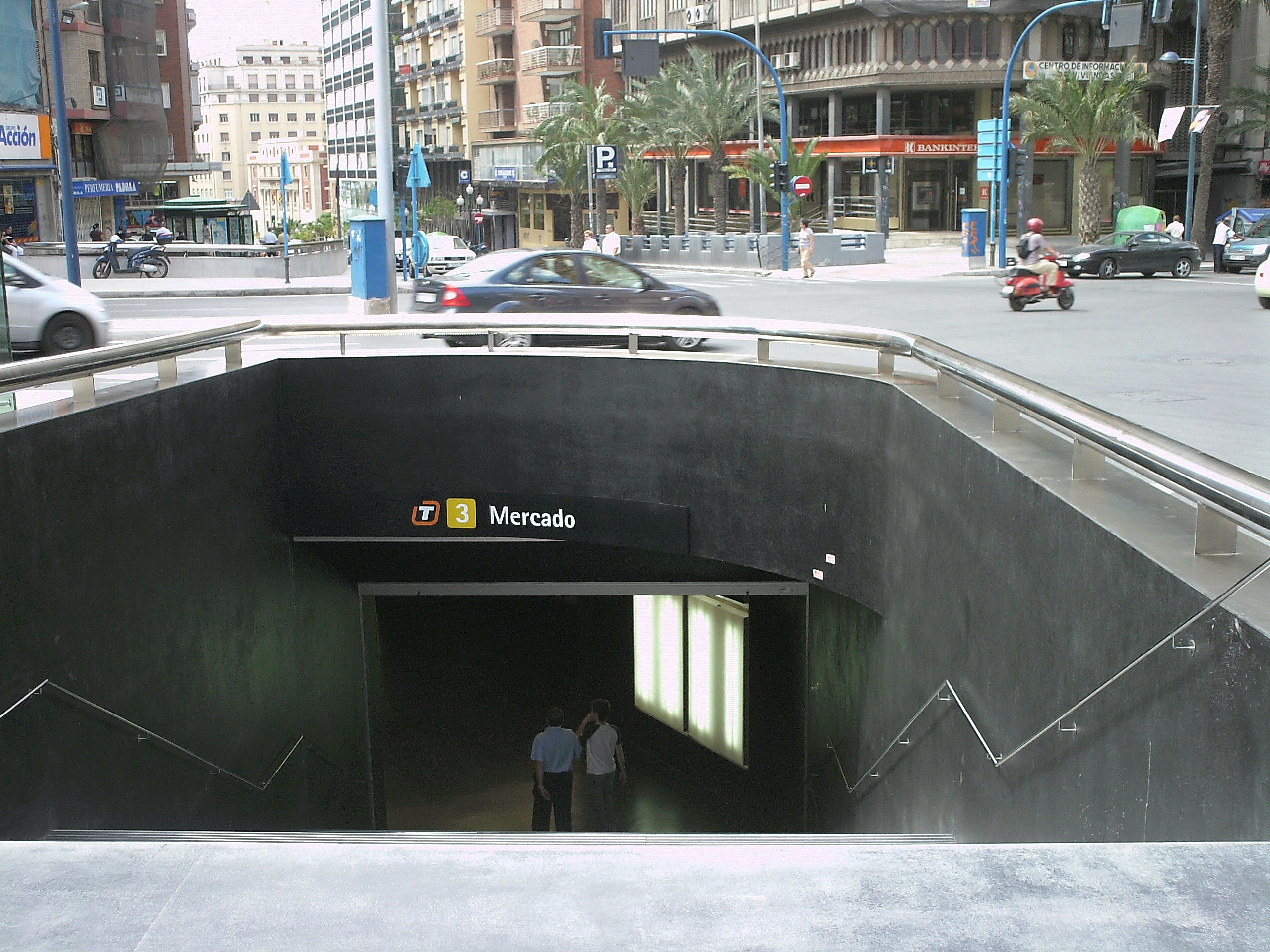
Una de les boques d'accés a l'estació.

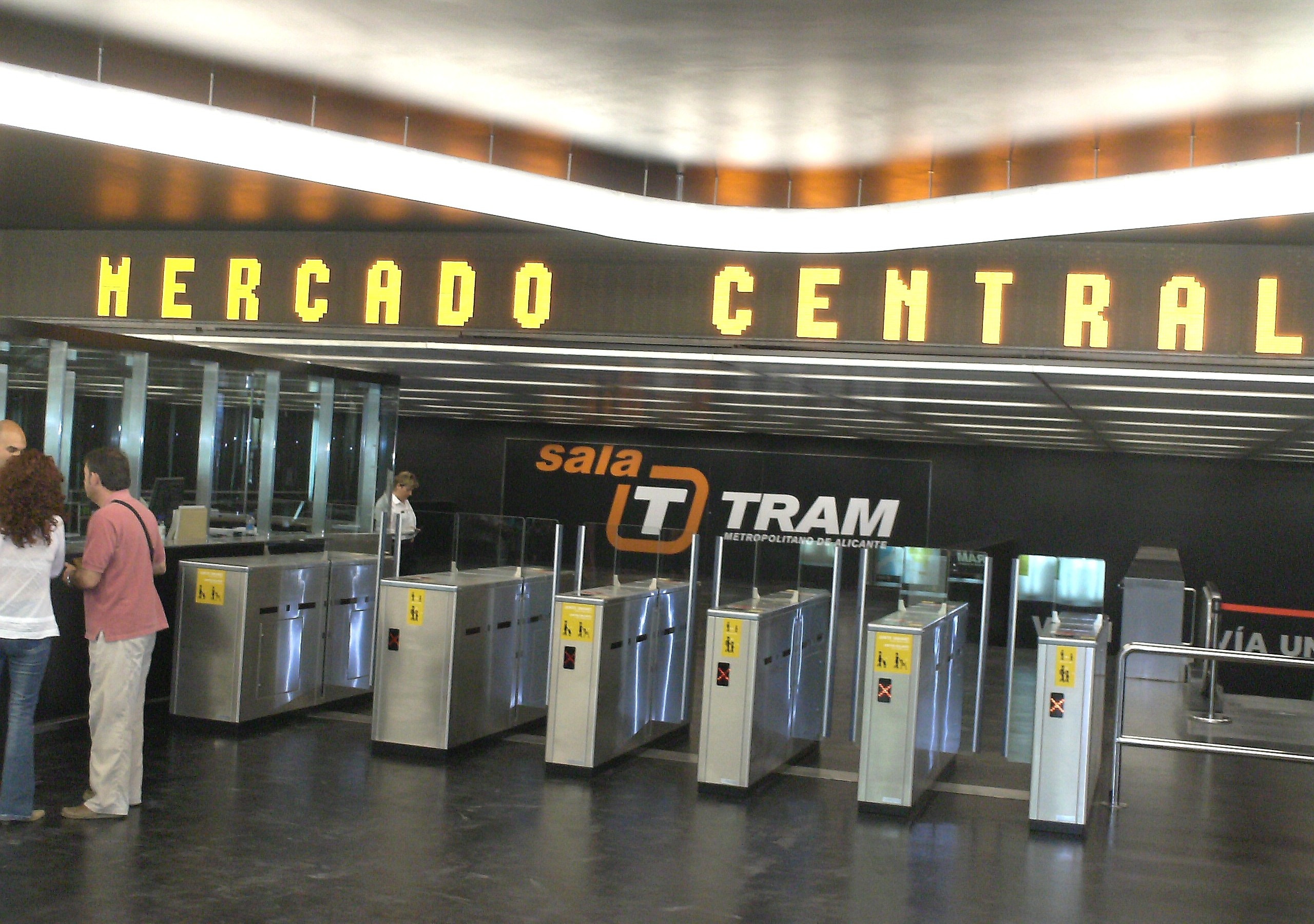
Vestíbul de l'estació de Mercat.

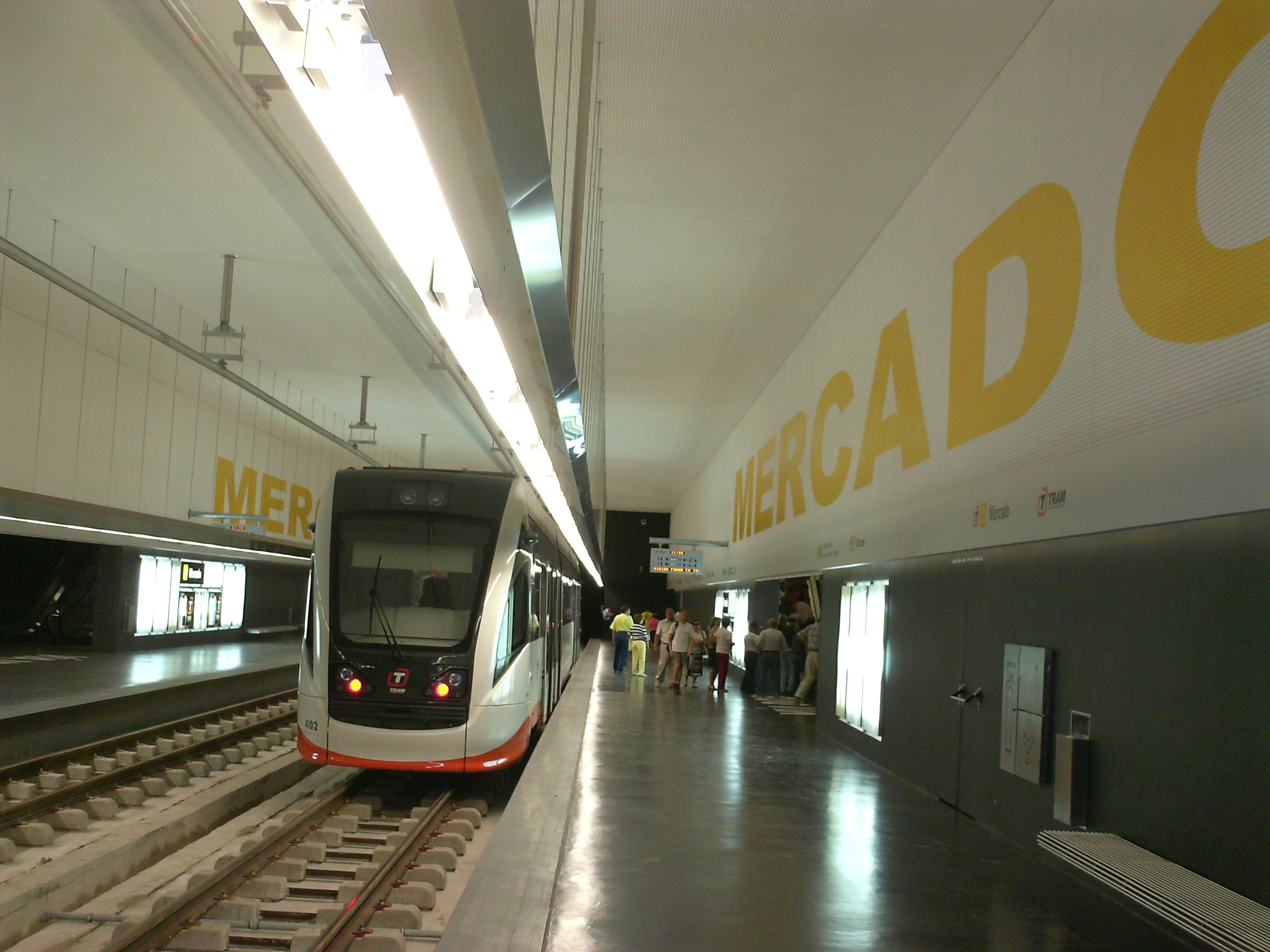
La sala d'embarcament compta amb dues andanes.

| Any        | 2009 | 2010    | 2011    | 2012    | 2013    | 2014      | 2015      | 2016      | 2017      | 2018      |
| ---------- | ---- | ------- | ------- | ------- | ------- | --------- | --------- | --------- | --------- | --------- |
| Passatgers | -    | 818.000 | 706.039 | 683.232 | 777.727 | 1.045.245 | 1.035.464 | 1.803.257 | 1.141.200 | 1.232.828 |